# Mars 15
Le Mars 15 est un prototype de véhicule militaire français blindé et chenillé pensé et conçu par Creusot-Loire Industrie avec la coopération de Renk (en), SAM, Valeo et de Baudouin durant les années 1980 jusqu’à 1992.
Prévu pour l’export afin de remplacer les AMX-13 vieillissants des nations importatrices de la France, il ne rencontrera pas le succès attendu et ne sera finalement jamais produit à grande échelle, et malheureusement celui-ci tomba rapidement dans l'oubli.

## Historique
Après quarante années de service et un grand succès en France tout comme à l’export dû à sa simplicité et sa modularité, l’AMX-13 a été l’un des chars les plus vendus au monde (7 700 exemplaires dont 3 400 exportés dans 35 pays entre 1953 et 1985).
L’AMX-13 avait été produit à Roanne par Creusot-Loire Industrie, avec la coopération de FCM (Forges et chantiers de la Méditerranée) ainsi que de GIAT pour l’armement. L’engin blindé commençait à vieillir par rapport à ses homologues contemporains.
Celui-ci se montrait de plus en plus obsolète (remplacé en France par l’AMX-10 RC à partir de 1981), car sa conception et son introduction dans le rang de l’armée datait des années 1950-1960 et ne correspondait donc plus au besoin ainsi qu’aux attentes des pays acheteurs.
Ce pourquoi, Creusot-Loire Industrie entreprit aux alentours des années 1980 la conception d’un nouvel engin blindé destiné à l’export pour remplacer les AMX-13, qui sera nommé Mars 15.
Le blindé chenillé sera ainsi présenté au salon Satory 90 en premier lieu puis à Eurosatory en 1992 avec une nouvelle variante pour la dernière fois.
Tout comme l’AMX-40, le Mars 15 ne rencontrera pas de succès à l’étranger ainsi qu’a l’échelle nationale ce qui mis fin au projet et ne permit pas sa commercialisation malgré ses différents atouts comme sa modularité, inspirée de son ancêtre, l'AMX-13,.

## Description
Le Mars 15 est un char prévu, comme son prédécesseur, pour remplir des missions de reconnaissances.
Celui-ci a la possibilité d’évoluer sur des zones contaminées grâce à sa certification NBC, il est aussi aérotransportable par Hercule ou Transall .
Il dispose d’une motorisation et d’un ensemble lui donnant la possibilité d’avoir une grande mobilité stratégique tout en étant discret et peu détectable grâce à une faible signature thermique et sonore.

### Armement

#### Principal
Le MARS dans sa version d’origine produite à un exemplaire en tant que prototype, possédait un armement principal issu de l’ERC 90 Sagaie, le canon de 90mm F4.
Dans une autre variante produite à un exemplaire, celui-ci possède un tube de 105mm TLM 105 et ou la tourelle TK105 provenant de l’AMX 10 RC, le plaçant au rang de chasseur de char.
De nombreuses autres versions non produite furent initialement prévues, semblable à la variante CLI 25 au statut de VBCI, une version VTT  disposant d’un canon T20 (20mm) , une autre avec canon auto moteur d’artillerie (155mm calibre 39), ainsi qu’une autre version équipée d’une tourelle SAM (tourelle SANTAL) munie de missile mistral air-air SATCP (Sol Air à Très Courte Portée).
La plupart de l’armement sur ce véhicule est sous standard OTAN. Celui-ci ne possède pas de stabilisation (aucune conduite de tir) pour le tube.

#### Secondaire
Une mitrailleuse coaxiale de 7,62mm standard OTAN AAN F1N est placé a gauche du tube.

### Blindage et protection
Cette engin blindé possède un blindage composé en majorité de blindage laminé haute dureté et de matériaux composites lui permettant ainsi d’être protégé des munitions de 12,7mm et 14,5mm au delà de 200m ou éventuellement des obus de 20mm de face à plus 200m. La tourelle  provenant de l'AMX 10 RC (Un canon de 105 mm F2 BK MECA L/48) est elle composé d'alliage d'aluminium 7020,
Ce blindé pouvait si besoin accueillir un sur-blindage sur la caisse tous comme à la surface des différentes tourelles de celui-ci.

### Motorisation et mobilité
Le MARS 15 est muni d’un moteur diesel surcompressé fabriqué par la firme Baudouin, de type 6F12 SRY V6 cylindres (7125 cm cube) à refroidissement par eau (conçue par Valeo), développant 2900 tours à la minute.
Cette motorisation de 400 CH environ  (25ch /tonnes), lui permet dans les meilleures conditions d’atteindre une vitesse de 75km/h sur route, démontrant sa grande mobilité pour un engin blindé chenillé, ainsi que 25 km/h en marche arrière.
Sa transmission modèle HS WL 106 produite par RENK (de), qui est une société allemande, est composé de 6 vitesses (4 avants-2 arrières). Celle-ci fait office de boite de vitesse, permet le freinage et la direction du blindé en plus de son rôle de transmission.
Les suspensions a barres de torsions du MARS 15 sont réalisées par SAM (Société d’Application des Usines Motrices), tous les éléments de cette partie essentielle du véhicule ont nécessités le déplacement de la suspension hydropneumatique qui se retrouve à l’extérieur du châssis, permettant  de laisser place au barres de torsions.
Son train de roulement est composé de 5 galets de roulement, de 3 porteurs de chaque flanc ainsi qu'un galet permettant à la transmission d’entraîner les chenilles,.

### Modularité, éléments du blindé
Tous comme l’AMX 13, le MARS 15 est d’une grande simplicité, permettant la création de variantes possédant un rôle et un armement différent tout en gardant un ensemble cohérent, du châssis  / caisse / motorisation / train de roulement ne complexifiant pas la maintenance et la recherche de  pièces ci celui ci venait à avoir des complications, seul la tourelle, le postérieur (variante VTT) .
Sa maintenance était aussi simplifiée grâce a un coffret interactif de diagnostic, un moyen moderne et économique.
Pour la sécurité de l’équipage, le MARS 15 possédait aussi un dispositif de détection d’incendie dans le compartiment moteur, le rendant plus sur.

## Culture populaire
Le Mars 15 est représenté sous la version CN 90F4 dans le jeu War Thunder en tant qu'engin blindé de reconnaissance. Depuis la mise à jour  "Ixwa Strike", celui-ci est un engin blindé de rang VI de BR (Battle rating/ cote de bataille) 8.3